# Robert Lee Moore
Robert Lee Moore   (Dallas, 14 de novembre de 1882 - Austin, 4 d'octubre de 1974) va ser un matemàtic estatunidenc, conegut pels seus mètodes didàctics.

## Vida i Obra
El pare de Moore era el propietari d'una botiga de Dallas qui, malgrat procedir del Nord, havia lluitat amb els confederats durant la Guerra Civil Americana. En acabar la guerra va muntar una botiga general a Dallas, en aquella època un petit poblet. Moore va ser enviat a estudiar a l'escola d'un sever escocès, Waldemar Malcolmsom, on va destacar tan que als quinze anys va ingressar a la universitat de Texas a Austin. Es va graduar el 1901 havent tingut com professors Leonard Dickson i George Bruce Halsted. El 1902, es va fer conegut en publicar, sota el nom de Halsted, la demostració de la redundància de l'axioma II.4 de la geometria de Hilbert. Eliakim Hastings Moore (sense cap relació familiar), aleshores catedràtic a la universitat de Chicago havia fet una demostració semblant una mica abans. Per això, després d'un urs donant classes de secundària a Marshall (Texas), Moore se'n va anar a preparar el doctorat a Chicago on e va obtenir sota la direcció d'Oswald Veblen i E.H. Moore el 1905.
A partir de 1905 va ser professor de les universitats de Tennessee (1905-1906), Princeton (1906-1908), Northwestern (1908-1911) i Pennsilvània (1911-1920) fins que el 1920 va tornar a la universitat de Texas en la qual va ser professor fins que el van obligar a retirar-se el 1969 quan ja tenia 86 anys.
Moore va ser un gran especialista en topologia i de l'estudi de les propietats mètriques dels espais. Per altra banda també és molt conegut per haver desenvolupat mètodes didàctics per ensenyar matemàtiques de nivell superior. coneguts com el mètode de Moore.
Moore va ser un intransigent segregacionista que va desafiar les resolucions del Tribunal Suprem i dels rectors de la universitat. Walker Eugene Hunt, un dels primers doctors (el 1979) en matemàtiques de la universitat de Texas comentava que quan va voler assistir a les classes de topologia de Moore aquest li va dir: Vostè és benvingut, però tingui en compte que vostè comença amb una nota màxima de 7 (C, en anglès) i l'únic que podrà aconseguir és rebaixar-la.